# Вулиця Коперника (Київ)
Ву́лиця Копе́рника — вулиця в Шевченківському районі міста Києва, місцевості Лук'янівка, Шулявка. Пролягає від вулиці Січових Стрільців до вулиць Ростиславської та Митрофана Довнар-Запольського.
Приле́глі вулиці Дмитрівська, Бердичівська, Шолуденка.

## Історія
Вулиця виникла в 1-й половині XX століття під назвою 67-ма Нова (була «прорізана» через стару забудову). На дореволюційних картах, те пряме продовження Глибочицької вулиці, яка пізніше отримала назву Новоглибочицької, названо Тюремною вулицею, що якраз проходила за Лук'янівським тюремним замком. З 1939 року мала назву Новоглибочицька (початковий відрізок — до Бердичівської вулиці — деякий час входив до складу Глибочицької вулиці). Сучасна назва на честь астронома Миколая Коперника — з 1973 року.

## Забудова
Заселення місцевості коло вулиці Коперника почалося у 30–40-х роках XIX століття. Жителі самостійно захоплювали землі, без документального оформлення. У 1851 році ця місцевість офіційно увійшла до меж міста. Стару забудову було повністю знищено на початку 80-х років.
Вулиця забудована переважно п'яти- та шестиповерховими «хрущовками», дев'ятиповерховими «готельками» — типовими будинками серії ММ-640, також є кілька сучасних багатоповерхівок. Будинки № 18 та № 20/2 зведені у 1-й половині XX століття у стилі конструктивізму (будинки Комгоспу — комунального господарства, архітектор Михайло Анічкін).

## Установи
- Загальноосвітня школа № 101 (буд. № 8)
- Гуртожиток БМУ Державного управління справами (буд. № 21)
- Бібліотека № 101 Шевченківського району (буд. № 27)

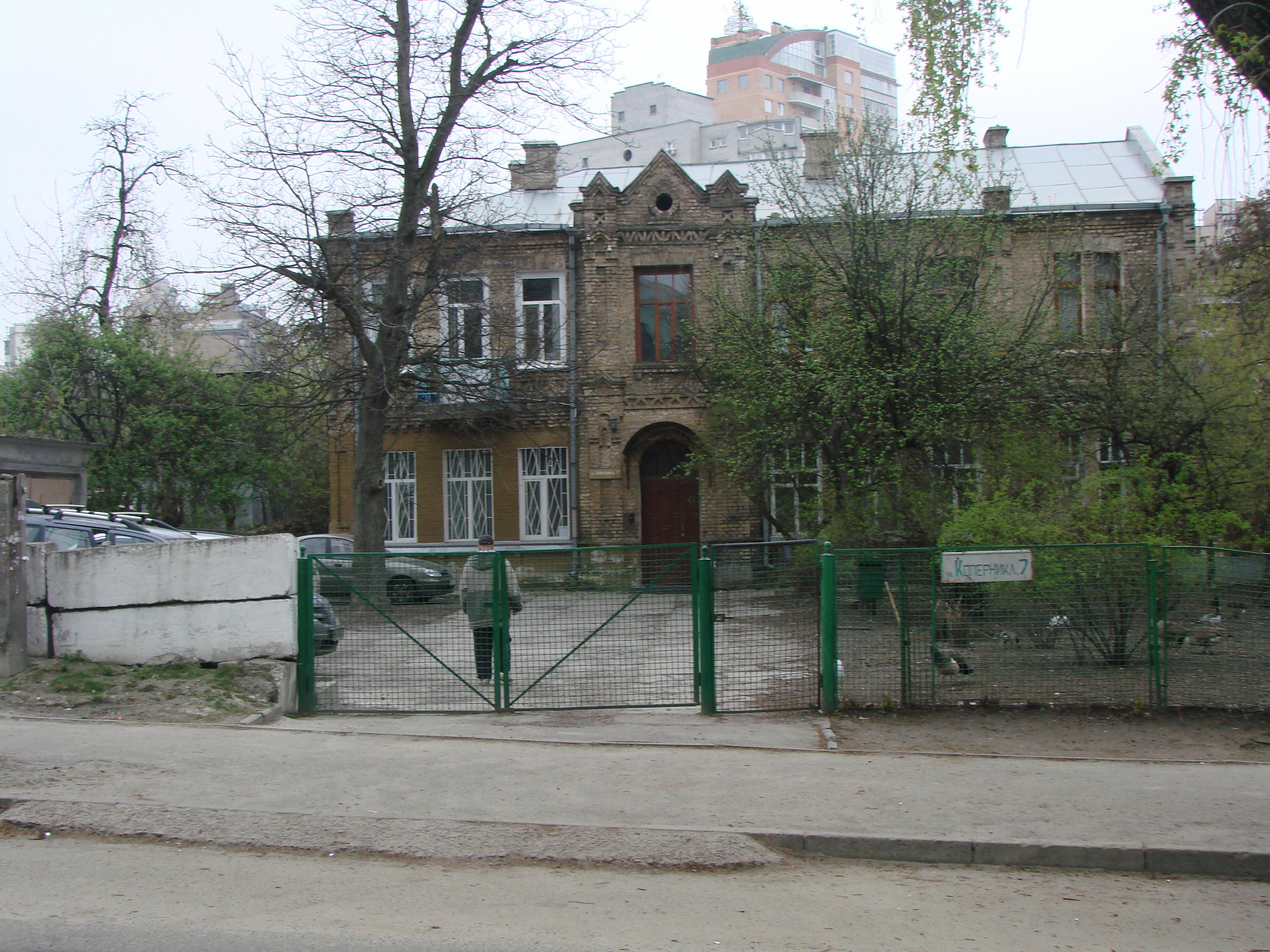
Житловий будинок (буд. № 7)
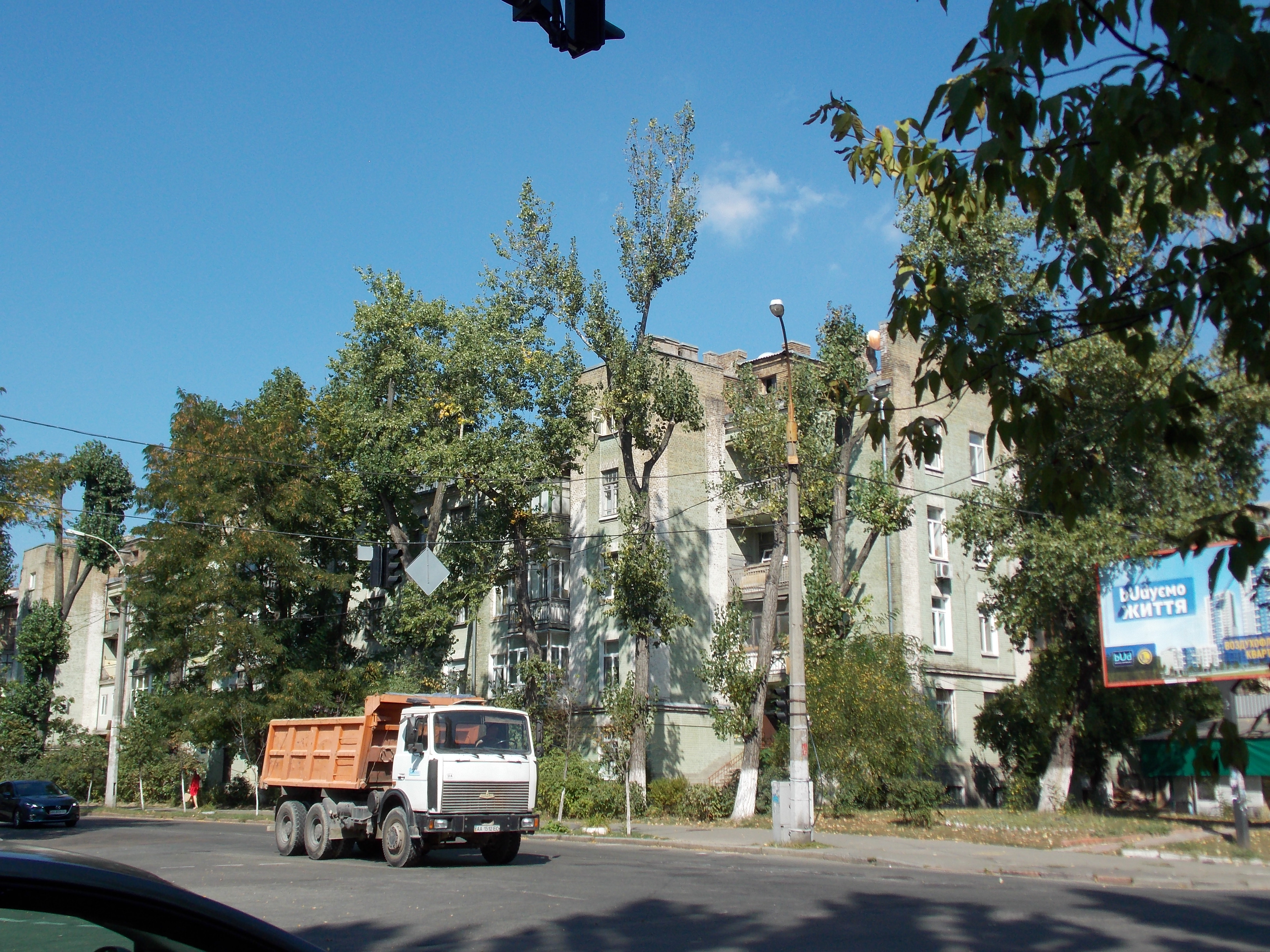
Житловий будинок робітників-металістів  (буд. № 20/2)
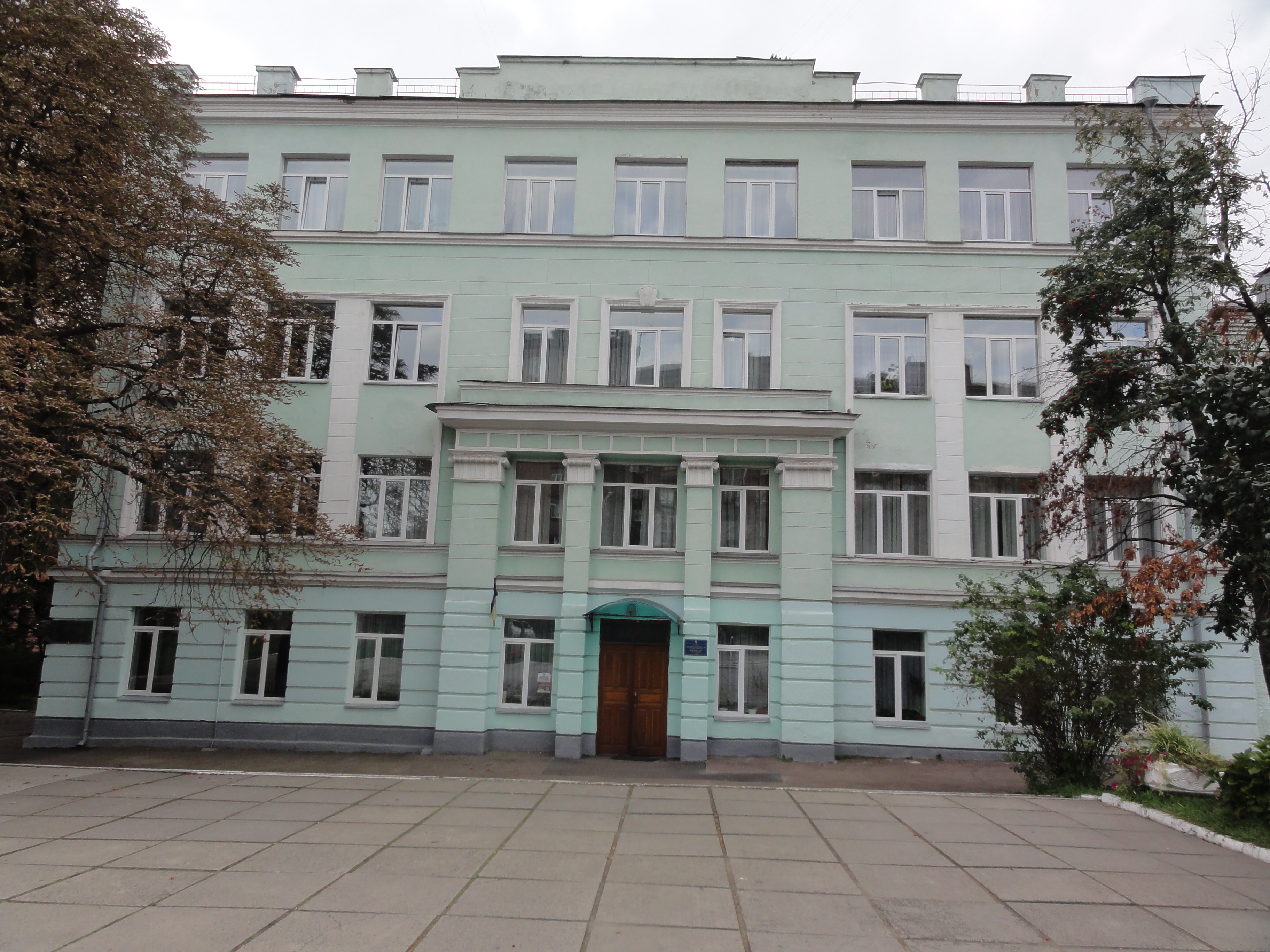
Будинок школи, в якому в 1938–1940 роках навчався Костянтин Єгунов (буд. № 8)
Меморіальна дошка К. К. Єгунову (буд. № 8)